# 1516 en santé et médecine
| Années de la santé et de la médecine : 1513 - 1514 - 1515 - 1516 - 1517 - 1518 - 1519    |
| Décennies de la santé et de la médecine : 1480 - 1490 - 1500 - 1510 - 1520 - 1530 - 1540 |

Cet article présente les faits marquants de l'année 1516 en santé et médecine.

## Fondation
- À Pézenas en Languedoc, réunion de la maladrerie, de deux maisons de charité et d'un établissement attesté dès 1191, pour former un « hôpital des pauvres » qui sera reconstruit en 1627 sous le nom d'hôpital Saint-Jacques et qui restera en activité jusqu’au XXe siècle[1].

## Divers
- Dans son Utopie, Thomas More imagine un pays où, dans le respect de règles très strictes, les malades incurables ont droit à l'euthanasie[2].
- Selon certains, parmi lesquels le chroniqueur Alonso de Santa Cruz[3], Ferdinand le Catholique, roi d'Aragon, meurt empoisonné par un aphrodisiaque « à base de testicules de taureau et de cantharidine » administré par sa femme, Germaine de Foix[4].

## Publications
- Symphorien Champier (1471-1539) fait imprimer à Paris par Josse Bade sa Symphonia Platonis cum Aristotele et Galeni cum Hippocrate (« Harmonie entre Platon et Aristote et entre Galien et Hippocrate[5],[6] »).
- Première édition de la Practica in arte chirurgica, de Jean de Vigo[7],[8].

## Naissances
- 26 mars : Conrad Gessner (mort en 1565), naturaliste et médecin suisse[9].
- 16 mai : Guglielmo Gratarolo (mort en 1568), médecin et alchimiste italien[10].
- 1515[11] ou 1516[12] : Jean Wier (mort en 1588), médecin brabançon, auteur en 1563 d'un De Praestigiis daemonum et incantationibus ac venificiis libri V dans lequel, s'opposant au  Marteau des sorcières, il soutient que les apparitions démoniaques sont des illusions provoquées par une dérèglement de la bile noire[13].
- Vers 1516 :
  - Realdo Colombo (mort en 1559), anatomiste lombard[14] (entre 1510 et 1520[15]).
  - René Martineau (mort en 1573), médecin à Auxerre[16].